# Комуністична партія Естонії
Комуністична партія Естонії, КПЕ (ест. Eestimaa Kommunistlik Partei) — політична партія в Естонії, створена 1920 року. Була урядовою партією у 1940–1941 та 1944–1990 роках. З 1940 до 1990 року — у складі ВКП(б)/КПРС. З 1940 до 1952 року мала назву Комуністична партія (більшовиків) Естонії, КП(б)Е.

## Передісторія

### Між революціями
Після Лютневої революції естонські комуністи отримали можливість займатись легальною діяльністю. Вже 19 березня (1 квітня) було обрано легальний Ревельський комітет РСДРП(б). 16—17 (29—30) квітня в Таллінні відбулась Перша конференція Північно-Балтійської (Естонської) організації РСДРП(б), де були присутніми 38 делегатів, які представляли близько 2 тисяч членів партії. Конференція схвалила Квітневі тези Леніна. Там же було обрано центральний орган — Північно-Балтійський обласний комітет РСДРП(б). Його очолив Юліус Россфельдт (Julius Rossfeldt), заступником став Іван Рабчинський. Між пленумами функціонувало Північно-Балтійське бюро РСДРП(б).
18 (31) березня у Ревелі відновилось видання газети «Kiir» («Луч»), закритої 1914. Газета виходила щодня як орган Північно-Балтійського та Ревельського комітетів РСДРП(б). Наклад становив близько 10—12 тисяч примірників, разом вийшло 88 номерів. 12 (25) липня 1917 року була знову закрита Тимчасовим урядом. З 17 (30) травня виходила газета «Ранок правди» (російською).
На початку травня у радах Естонії були утворені більшовицькі фракції. Більшовики почали більш активну діяльність у профспілках, робітничих культурно-просвітницьких, молодіжних та інших організаціях. Вони керували Центральним бюро профспілок і Центральною радою робітничих старост Таллінна. При Північно-Балтійському бюро РСДРП(б) було утворено Тимчасове центральне бюро безземельних селян. Більшовики прагнули завоювати більшість у радах, різко виступали проти есерів та меншовиків.
13 і 16 (26 і 29) серпня 1917 відбулась Друга конференція Північно-Балтійських організацій РСДРП(б). У її роботі брали участь представники 23 партійних організацій. Тоді чисельність партії становила близько 7 тисяч членів. Північно-Балтійський комітет РСДРП(б) було перейменовано на Естляндський комітет РСДРП(б), обрано Естляндське обласне бюро РСДРП(б). В результаті виборів до органів міського самоврядування у серпні 1917 року міські Думи в Таллінні та Нарві перейшли до рук більшовиків. У великих промислових центрах більшовики організовували Червону гвардію.

### Трудова комуна
Після встановлення в Естонії радянської влади у жовтні (за новим стилем — у листопаді) 1917 року Виконком рад Естляндії 19 січня (1 лютого) 1918 року оприлюднив проект конституції Естляндської трудової комуни. Відповідно до проекту конституції радянська республіка проголошувалась автономною частиною РРФСР. 28 листопада 1917 року виборний орган — Тимчасова Земська рада Естляндської губернії — проголосила себе верховною владою, до скликання Конституційної ради. Однак більшовики розпустили Земську раду, й керівники боротьби за незалежність були змушені піти у підпілля.
З початком німецького наступу, 24 лютого 1918 року, коли більшовики залишили Таллінн, Земська рада, що зібралась на надзвичайне засідання, передала вищу владу до рук Комітету порятунку Естонії й оприлюднила «Маніфест до всіх народів Естонії» (так званий «Маніфест про незалежність»), що проголошував Естонію незалежною демократичною республікою, нейтральною щодо російсько-німецького конфлікту.
До кінця лютого 1918 року вся територія Естонії була окупована німецькими військами. Німецька окупаційна влада також, як це зробив трохи раніше Комітет порятунку Естонії, скасувала практично всі нововведення більшовиків.
19 травня 1918 року у Петрограді було створено Центральний комітет естонських секцій РКП(б) під головуванням Яна Анвельта. 15 липня того ж року конференція естонських секцій РКП(б), що відбувалась у Москві, ухвалила рішення щодо створення естонських частин РСЧА (так звані Червоні естонські полки).
12—14 вересня і 9 листопада в окупованому німцями Ревелі відбулись страйки, які підтримала більшість робітників. У листопаді 1918 року внаслідок капітуляції Німецької імперії у Першій світовій війні та революції, що спалахнула у Німеччині, за указом міністра оборони новоутвореної Веймарської республіки розпочалось виведення частин Кайзерівської армії з Прибалтики. У Таллінні тим часом Рада робітничих депутатів звернулась за підтримкою до більшовицького уряду, який іще 13 листопада анулював Берестейський мир в односторонньому порядку, після чого збільшив свою допомогу більшовикам, які діяли в Естонії. Координація та політичні контакти підтримувались через ЦК естонської секції РКП(б).
29 листопада 1918 частини РСЧА, в тому числі й Червоні естонські полки, зайняли Нарву, де того ж дня було проголошено Естляндську трудову комуну. Владу було передано Раді Комуни (голова — Ян Анвельт, члени: Віктор Кінгісепп, Рудольф Вакман, Артур Вальнер, Йоганнес Кясперт, Карл Мюльберг, Йоганнес Мягі, Ганс Пегельман, Отто Рястас, Макс-Альфред Тракманн). Уряд РРФСР декретом від 7 грудня 1918 року за підписом Леніна визнав незалежність Естляндської трудової комуни. До січня 1919 Червона Армія зайняла дві третини території країни та стояла за в 35 кілометрів від Таллінна. На зайнятій Червоною Армією території знову почали діяти декрети Радянської влади. Утім в аграрному питанні більшовики припустились низки помилок (на базі колишніх поміщицьких маєтків створювались тільки державні господарства, земля не була передана селянам тощо), що налаштувало проти них частину селян.
У лютому 1919 Естонська армія за підтримки Антанти і білогвардійської Північно-Західної армії під командуванням Миколи Юденича й витіснили частини Червоної Армії з території Естонії. Рада Комуни спочатку переїхала до Луги (за іншими джерелами — до Старої Руси), а 5 червня 1919 припинила свою діяльність.

## Компартія у 1920–1940 роках

### 1920–1924
Після поразки радянської влади естонські комуністи були змушені діяти у підпіллі. 5 листопада 1920 року була проголошена незалежна від РКП(б) Комуністична партія Естонії (КПЕ). На першому конгресі Комінтерну, що проходив у березні 1919 року, естонських комуністів представляв Ганс Пегельман. На Другому конгресі (серпень 1920) комуністів представляли Пегельман і Вакман. Також на конгресі був представник від Естонської незалежної соціалістичної робітничої партії. Після офіційного свого створення у листопаді 1920 року Компартія Естонії офіційно увійшла до складу Комінтерну.
Чисельність компартії на кінець 1920 року становила всього близько 700 осіб. Однак уже до 1924 в партії числились близько 2 тисяч членів. Комуністи діяли у легальних організаціях: профспілках, товариствах сільських трудящих, молодіжних організаціях. Видавалась нелегальна газета «Kommunist». Компартія мала сильні позиції у профспілках. Зокрема, комуністи контролювали Центральну раду профспілок Таллінна (ЦРПТ, Tallinna Ametiühisuste Kesknõukogu), від імені якої брали участь у парламентських виборах 1920 року. Тоді список ЦРПТ здобув підтримку 24 849 виборців (5,3% голосів), і комуністи отримали 5 місць у Державній думі. На виборах, що проходили у травні 1923 року, комуністи виступали під назвою Робітничого народного єдиного фронту (Töörahva Ühine Väerind). За підсумками тих виборів фракція комуністів у парламенті збільшилась до 10 осіб (9,5% або 43 711 голосів).
Комуністична партія постійно зазнавала репресій з боку влади. У червні 1920 року робітники-комуністи Богданов і Креукс були засуджені військово-окружним судом до страти, й лише потужний страйк змусив владу замінити смертну кару на десятирічну каторгу. За неповними даними, у 1920–1921 роках в Естонії відбулось близько 70 політичних судів над революціонерами, найбільший з них — «процес 50» у Тарту. У травні 1922 року був заарештований, а потім розстріляний один з лідерів нелегального керівництва КПЕ Віктор Кінгісепп. У січні 1924 було розгромлено близько 300 профспілкових організацій та чарунок КПЕ, їхній актив, а також депутати від Єдиного фронту були заарештовані. З 10 до 27 листопада 1924 року тривав так званий «процес 149». За його підсумками 39 осіб були засуджені до довічної каторги. Один з учасників процесу, — депутат парламенту Яан Томп, — за «образу суду» й «підбурення до відкритого заколоту» засуджений військовим судом і за його вироком розстріляний. За місяць до початку процесу, 18 вересня був заарештований інший депутат-комуніст Ганс Гейдеманн, що проходив за «процесом 78» і розстріляний 29 серпня 1925 року. Разом 1925 року відбулось 74 політичних суди над 244 звинуваченими.

### Грудневе повстання1924 року
У Таллінні, Тарту, Нарві й інших містах та селах були організовані збройні бойові групи та загони з комуністів, комсомольців і робітників. У листопаді 1924 року вони налічували близько 1 тисячі осіб. Для керівництва повстанням на об'єднаному засіданні ЦК КПЕ та ЦК КРМЕ 29 листопада було створено Воєнно-революційний комітет (головував В. Клейн). Загальне керівництво підготовкою здійснювали Ян Анвельт і Карл Рімм. За планом Воєнно-революційного комітету (ВРК) повстання, розпочавшись у Таллінні та Пярну, мало охопити всі центри країни. Під час нього передбачалось створення революційного уряду, який мав відновити радянську владу.
Повстання почалось уранці 1 грудня виступом близько 300 бійців бойових дружин, які заволоділи Балтійським вокзалом, залізничною станцією Таллінн-Вяйке, головним поштамтом, будівлею Державної думи, військовим аеродромом, підірвали 2 залізничних мости. Однак захопити військове міністерство й казарми низки військових частин не вдалось. Повстання було придушено. Упродовж 2—3 місяців було розстріляно кілька сотень робітників, понад 2 тисячі очіб було заарештовано.

### 1925–1940
В середині 1920-их років компартія встановила тісні контакти з Естонською робітничою партією (ЕРП, Eesti Tööliste Partei). Напередодні виборів 1926 року нелегальний ЦК КПЕ через свого представника Рійсмана запропонував ЕРП домовитись про блокування. 20 квітня 1926 Рійсман і 12 керівників ЕРП були заарештовані. У ніч на 23 квітня Рійсман був розстріляний за вироком військово-польового суду. Тим не менше, список ЕРП, що включав комуністів, зумів здобути на виборах 5,8% голосів й отримати 6 місць у парламенті. На виборах 1929 року КПЕ також була у блоці з ЕРП.
У січні 1930 року першим секретарем ЦК КПЕ був призначений Артур Мерінг. У січні наступного року було прийнято рішення про розпуск нелегальної організації КПЕ в Естонії через її політичне руйнування. На її базі створювалась мережа чарунок, не пов'язаних одна з одною, але пов'язаних зі спеціально призначеним емісаром. В одній зі скандинавських країн планувалось розмістити новий нелегальний апарат, підзвітний ЦК КПЕ й Виконкому Комінтерну у Москві. Партійна преса мала друкуватись у скандинавських країнах і нелегально доставлятись до Естонії. В цілому, така структура почала діяти у Стокгольмі 1932 року. 1933 апарат переїхав до Копенгагена, куди трохи згодом перебазувалось також Західноєвропейське бюро ВККІ, що до цього перебував у Берліні.
Кінець 1920 — початок 1930-их років відзначились для Естонії, як і для всього світу, економічною кризою. У 1929–1933 роках виробництво промислової продукції в Естонії скоротилось на третину. Зареєстрованих безробітних узимку 1932 року налічувалось близько 32 тисяч осіб (у великій і середній промисловості були зайняті 28 тисяч осіб), прибутки селянських господарств зменшились на половину. Значний вплив на той момент мала Ліга ветеранів Визвольної війни (Вапси) — ультраправа організація, що орієнтувалась на італійських і фінляндських фашистів. 12 березня 1934 року, щоб запобігти приходу Вапсів до влади, було здійснено державний переворот. Президент Костянтин Пятс і генерал Йоган Лайдонер почали одноосібно керувати республікою. До осені було розпущено парламент, а згодом — заборонено всі чинні політичні партії. В результаті постійних репресій чисельність компартії до середини 1930-их років становила не більше 400 осіб.
Тактика «третього періоду» перервалась в середині 1930-х років. Тоді Комінтерн почав проводити серед комуністичних партій тактику «народних фронтів». У тому контексті конференція КПЕ, що відбувалась у Москві 13—17 серпня 1934 року, ухвалила нову лінію на зближення з лівими соціалістами на чолі з Ніголем Андрезеном. Ліва соціалістична партія Естонії діяла як легальна на той момент політична організація, що мала суттєвий вплив на радикальні шари робітничого класу. Таким чином лінія на припинення співробітництва з «соціал-фашистами» була ліквідована. Упродовж липня 1935 року другий секретар ЦК КПЕ Йоганнес Мєерітс зустрічався з Андрезеном у Фінляндії, результатом чого стало підписання угоди про співроюбітництво. У серпні 1935 відбувався Сьомий конгрес Комінтерну, на якому КПЕ представляли Мєерітс, Карл Сяре, Анвельт, Мерінг та Альберт Саккарт. 6 жовтня 1935 року у Москві відбулась зустріч ЦК КПЕ, на якій обговорювалась нова політична лінія.
1938 року була проведена широка амністія політв'язнів. Після 14-річного ув'язнення вийшли на свободу Йоганнес Лаурістін, Оскар Сепре, Артур Веймер, Хендрік Халлік, Херманн Арбон, Пауль Кєедро, Олександр Резєв й інші (разом близько ста осіб). Того ж року у Державній думі було створено фракцію «Єдиний блок трудового народу».

### Естонські комуністи в СРСР

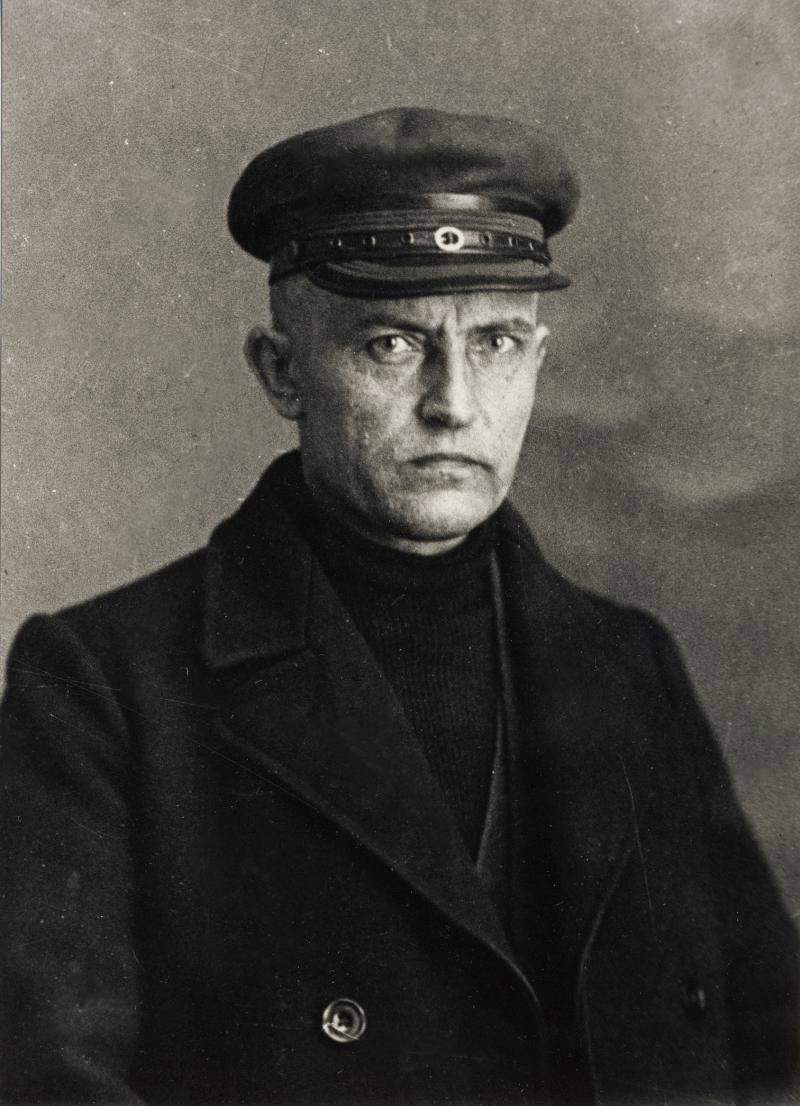
Ян Анвельт

Після поразки трудової комуни до Радянської Росії втекли багато естонських комуністів. Багато хто переховувався від переслідувань офіційної естонської влади. В СРСР продовжувала функціонувати Естонська секція РКП(б) — ВКП(б). Окрім того, діяла Естонська секція ВККІ. Випускались видання естонською. Зокрема, у Ленінграді з листопада 1917 року виходила газета «Edasi» («Вперед»), відповідальним редактором якої у 1930-их роках був Отто Рястас. З 1918 року виходила газета «Tööline» («Робітник»). Випускались, окрім того, теоретичні журнали, такі як «Klassivõistlus» («Класова боротьба», з 1919 до 1936 року) й «Partei Elu» («Партійне життя», у 1920–1921 роках). На початку 1920-их років виходив журнал для молодих комуністів — «Noored Kommunaarid» («Юні комунари», з 1920 до 1922 року). У 1926–1933 роках випускався журнал «Proletaarne Revolutsioon Eestis» («Пролетарська революція в Естонії», редактор — Йоганнес Кясперт).
Наприкінці 1930-их років, за часів сталінських репресій, загинули у в'язницях чи були розстріляні багато діячів компартії, які тікали у 1920—1930-их роках до СРСР. Серед них були Ян Анвельт, Йоганнес Кясперт, Ганс Пегельман, Карл Рімм, Отто Рятас і багато інших. У грудні 1937 року рішенням бюро Ленінградського обкому ВКП(б) були закриті газета «Edasi» й журнал «Kommunismi Teel» («Шляхом до комунізму»), що виходив з 1936 року.

### З'їзди КПЭ
- 1-й з'їзд — 5 листопада 1920
- 2-й з'їзд — 5—6 жовтня 1921
- 3-й з'їзд — 24 вересня 1922[15]

## Компартія у 1940–1990 роках

### Входження Естонії до складу СРСР: 1940

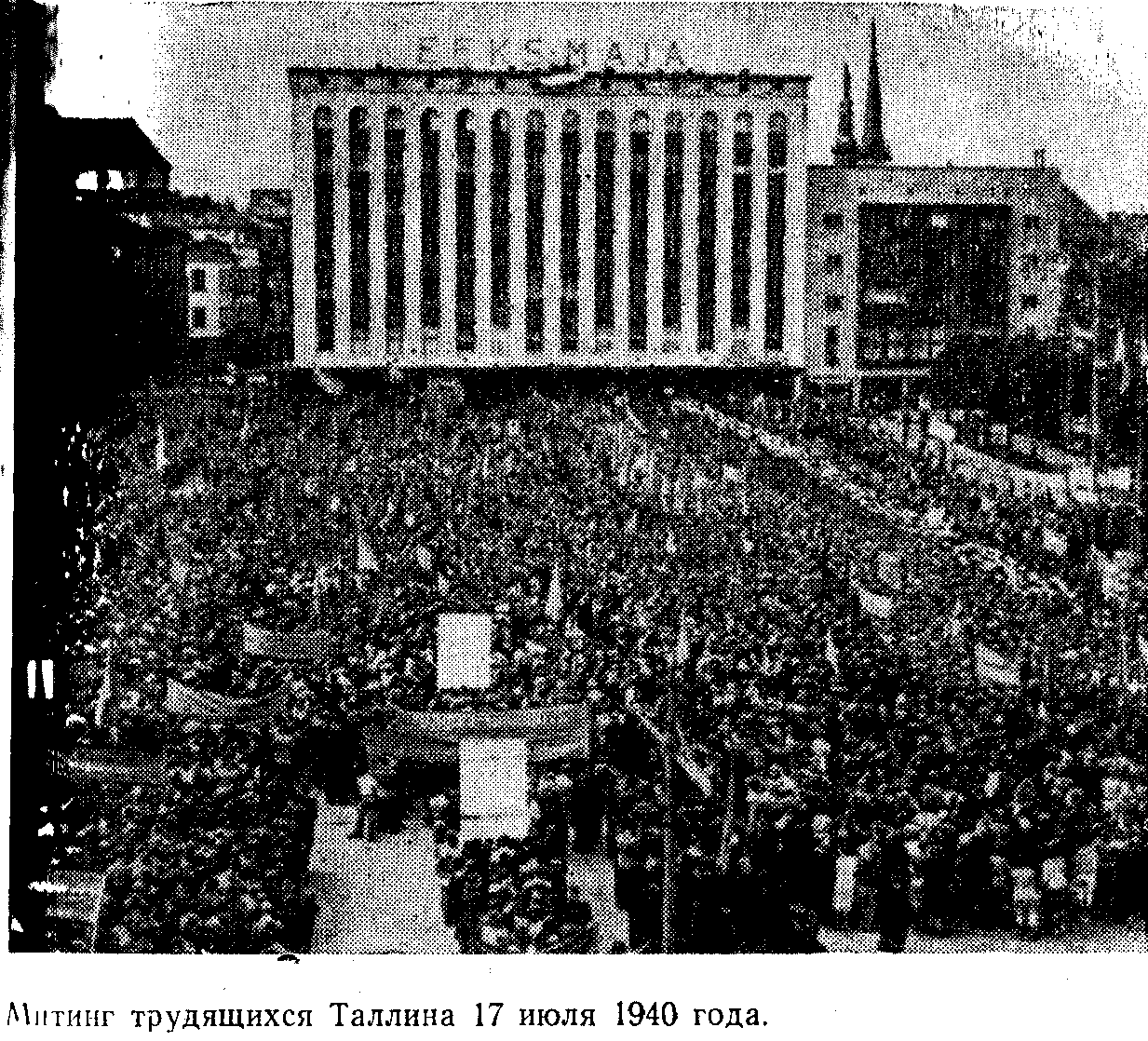
Мітинг на майдані Вабадусе в Таллінні. 17 липня 1940

28 вересня 1939 Естонія уклала з СРСР вимушену угоду про взаємну допомогу, відповідно до якої на території Естонії були розміщені військові бази Радянського Союзу. 16 червня 1940 року радянський уряд висунув ультиматум щодо зміни естонського уряду та про введення додаткового контингенту військ. Ультиматум було прийнято, й 17 червня були введені додаткові війська. Це означало окупацію всієї території країни. 21 червня 1940 року було сформовано Народний уряд Естонії, що складався, в основному, з лівих соціалістів чи тих, хто їм співчував. До складу уряду увійшли: голова Йоганнес Барбарус, міністр закордонних справ Ніголь Андрезен, міністр внутрішніх справ Максим Унт, міністр землеробства Олександр Іоер, міністр юстиції Борис Сепп та інші. 5 липня президент Пятс ухвалив рішення про проведення позачергових виборів до Рійгікогу. Того ж дня рішенням начальника внутрішньої оборони, заступника міністра внутрішніх справ Гаральда Габермана було знято заборону на діяльність КПЕ та вийшов 1-й номер легальної газети компартії «Kommunist».
На виборах, що відбулись 14 липня, перемогу здобув блок «Союз трудового народу Естонії» (СТН) — єдина, допущена до участі у виборах, політична організація. Той «Союз» включав до свого складу комуністів і лівих соціалістів. У виборах взяли участь 591 030 громадян, або 84,1% від загальної кількості виборців. За кандидатів «Союзу трудового народу» проголосували 548 631 особа, або 92,8% від числа тих, хто голосував. Виборчі платформи СТН не містили положень щодо проголошення радянської влади і вступу до складу Радянського Союзу. Однак обраний парламент включив відповідні положення до своїх декларацій. 21 липня 1940 року сесія знову обраного парламенту ухвалила рішення про встановлення у країні Радянської влади й утворення Естонської РСР, а 22 липня — «Декларацію про входження Естонської РСР до складу Союзу Радянських Соціалістичних Республік». 23 липня були ухвалені декларації «Про оголошення землі всенародним надбанням» та «Про націоналізацію банків і крупної промисловості». На сесії Верховної Ради СРСР, що відбулась на початку серпня, були «задоволені прохання» нових парламентів Прибалтійських республік про включення останніх до складу СРСР.

### Естонська РСР у 1940–1941 роках
Після приєднання Естонії до СРСР місцева компартія 8 жовтня 1940 року офіційно увійшла до складу ВКП(б). 5—8 лютого 1941 року відбувся 4-й з'їзд КП(б)Е. Ключовими фігурами в партії на той момент були: Карл Сяре, Микола Каротамм, Йоганнес Лаурістін й інші. Багато лівих соціалістів, такі як Варес, Андрезен, Максим Унт, Нєеме Руус та інші, упродовж 1940 року вступили до лав КП(б)Е й ВКП(б).
У травні та червні 1941 ЦК ВКП(б) та РНК ухвалив постанову про «очищення» республік Прибалтики, Молдавії, Західної України та Західної Білорусі від «антирадянського, кримінального й соціально небезпечного елементу». Такі категорії осіб заарештовувались і направлялись до таборів терміном від 5 до 8 років з подальшим засланням на 20 років, а члени їхніх родин засилались до віддалених місцевостей Радянського Союзу. При цьому відбувалась конфіскація їхнього майна. Після війни всі заслані особи були звільнені від адміністративного нагляду, але компенсації за конфісковане майно не отримали. Тільки за першу половину 1941 року з Естонії було вислано 9,2 тисячі осіб.

### Опір: 1941–1944 роки
За часів війни в Естонії діяли два центри опору німецькій армії: Естонський штаб партизанського руху й Національний комітет за Естонську республіку. Партизанський штаб було створено у листопаді 1942 року під керівництвом компартії, він діяв до 1944 року. Його головою весь час існування був Микола Каротамм. Багато естонських комуністів, включаючи лідерів компартії, загинули під час німецько-радянської війни — Йоганнес Лаурістін, Андрій Мурро, Адольф Паук й інші.
Національний комітет було створено у березні 1944 року, він діяв спільно з «конституційним» (нерадянським) урядом Естонії на чолі з Юрі Улуотсом. 1 серпня НК проголосив себе верховною владою в Естонії. 18 вересня, після виведення німецьких військ, Улуотс, який обіймав посаду президента, призначив уряд на чолі з Отто Тііфом. Однак невдовзі той уряд був заарештований радянськими військами.

### Радянська Естонія у 1940—1980-их роках
Восени 1944 року після важких боїв Естонія була зайнята частинами Червоної Армії. За час війни було зруйновано близько половини промислових підприємств, знищено більшу частину худоби, загинуло близько 80 тисяч жителів, не менше 70 тисяч естонців емігрували. Після завершення війни влада удалась до масових репресій (багатьох спеціалістів, громадських діячів і заможних селян було заарештовано й депортовано). 1945 року була ліквідована приватна власність у промисловому секторі, 1947 — у торгівлі. Насильницька колективізація сільського господарства спровокувала збройний опір партизанів (так званих «лісових братів»), який тривав до 1953 року.
Під час хрущовської «відлиги» Естонська комуністична партія отримала певну незалежність від КПРС в управлінні республікою. Однак у подальшому, особливо після 1968 року, відбувся відкіт від політики лібералізації. Реакцією у відповідь стало поширення політичного інакодумства, що виявилось у вимогах надання Естонії незалежності й відновлення ролі естонської мови в освіті й суспільному житті. 1980 року сорок представників інтелігенції, в тому числі ліберально налаштовані члени КПРС, направили до центральних урядових органів і в газету «Правда» «Лист 40» — по суті, маніфест проти радянізації.
Масовий рух за незалежність в Естонії розпочався 1987 року з протесту громадськості проти варварського видобування фосфоритів, що завдавало країні серйозного екологічного збитку. 1988 було створено Народний фронт Естонії (Rahvarinne), а також низку інших політичних організацій (включаючи Партію незалежності), які висували вимоги відокремлення від СРСР. У листопаді 1988 Верховна Рада Естонії, яку очолювали комуністи-реформатори, ухвалила 254 голосами проти 7 Декларацію про суверенітет Естонської РСР. Чисельність партії станом на 1 січня 1990 (напередодні розколу) становила 106 тисяч членів. 1990 року партія припинила бути «керівною та напрямною силою суспільства».

### Перші секретарі ЦК КП(б)Е— КПЕ
- 1940–1943 Карл Сяре (Karl Säre)
- 1943–1950 Микола Каротамм (Nikolai Karotamm), в.о. у 1943–1944
- 1950–1978 Йоганнес Кебін (Johannes Käbin)
- 1978–1988 Карл Вайно (Karl Vaino)
- 1988–1990 Вайно Вяльяс (Vaino Väljas)[22]

### Другі секретарі ЦК КП(б)Е— КПЕ
- 1940–1944 Каротамм Микола Георгійович
- 1944–1948 Сазонов Сергій Васильович
- 1948–1949 Кедров Георгій Тихонович
- 1950–1953 Косов Василь Володимирович
- 1953–1964 Ленцман Леонід Миколайович
- 1964–1971 Вадер Артур Павлович
- 1971–1982 Лебедєв Костянтин Васильович
- 1982–1985 Кудрявцев Олександр Іванович
- 1985–1990 Альошин Георгій Васильович

### Секретарі ЦК КП(б)Е— КПЕ
- 1940–1940 Лаурістін Йоганнес Ансович
- 1940–1941 Руус Нєеме Альфредович (по пропаганді і агітації)
- 1941–1941 Паук Адольф Юханович (по кадрах)
- 1941–1942 Арбон Герман Германович (по промисловості)
- 1941–1941 Окк Феодор Васильович (по транспорту)
- 1941–1942 Сіпсакас Август Юрійович (по пропаганді і агітації)
- 1943–1947 Пялль Едуард Миколайович (по пропаганді і агітації)
- 1943–1946 Пуусеп Микола Густавович (по кадрах; 3-й секретар)
- 1944–1951 Куусік Віллем Юханович (по кадрах; 3-й секретар)
- 1946–1948 Кузьмін Дмитро Михайлович (по кадрах)
- 1947–1948 Радік Альгус Костович (по пропаганді і агітації)
- 1948–1950 Кебін Іван Густавович (по пропаганді і агітації)
- 1948–1949 Мюрісепп Олексій Олександрович
- 1950–1951 Кельберг Олександр Олександрович
- 1950–1951 Янус Олександр Миколайович
- 1950–1952 Кузьмін Дмитро Михайлович
- 1950–1953 Ленцман Леонід Миколайович
- 1951–1952 Дерябін Степан Андрійович
- 1951–1952 Мерімаа Отто Оттович
- 1953–1954 Янімягі Ендель-Йоганнес Адамович
- 1954–1955 Мерімаа Отто Оттович
- 1954–1977 Ушаньов Федір Степанович
- 1955–1958 Рістмягі Ернст Вільгельмович
- 1956–1965 Мерімаа Отто Оттович
- 1960–1978 Вайно Карл Генріхович
- 1963–1964 Вадер Артур Павлович
- 1964–1971 Ленцман Леонід Миколайович
- 1971–1980 Вяльяс Вайно Йосипович
- 1977–1979 Рюйтель Арнольд Федорович
- 1978–1983 Кяо Володимир Олександрович
- 1979–1989 Упсі Артур-Бернгард Йоганнесович
- 1980–1988 Рістлаан Рейн Едурович
- 1983–1984 Саул Бруно Едуардович
- 1984–1989 Ганюшов Микола Петрович
- 1988–1988 Тооме Індрік Гербертович
- 1988–1990 Тітма Мікк Гаррійович
- 1989–1990 Вялі Ардер Іванович
- 1989–1990 Сілларі Енн-Арно Аугустович
- 1990–1991 Роотс Гаррі Освальдович
- 1990–1990 Мальковський Володимир Сергійович

### З'їзди КП(б)Е— КПЕ

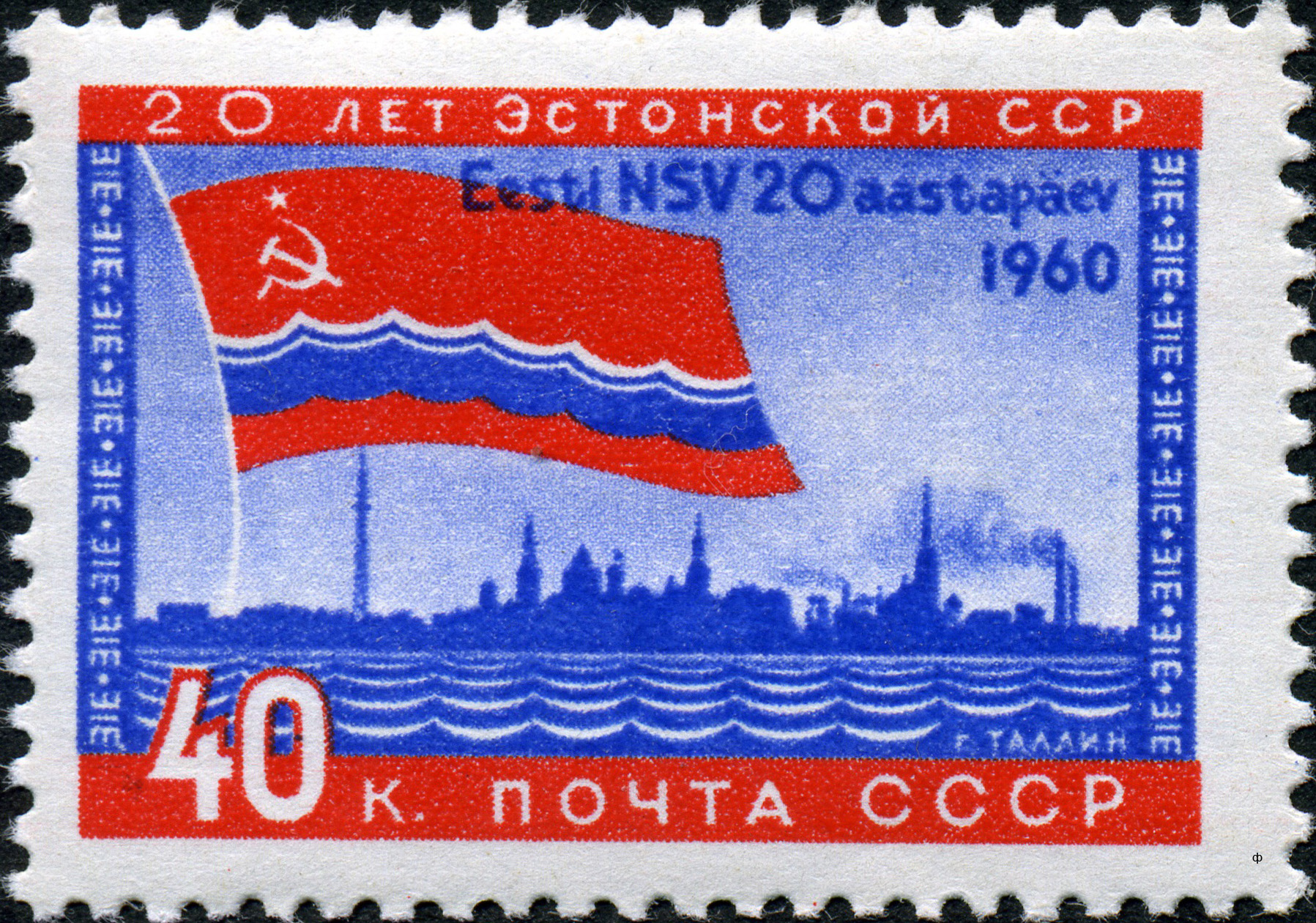
Радянська поштова марка 1960 року

- 4-й з'їзд — 5—8 лютого 1941 (Таллінн, далі всі наступні з'їзди проходили там само)
- 5-й з'їзд — 23—25 грудня 1948
- 6-й з'їзд — 11—14 квітня 1951
- 7-й з'їзд — 16—19 вересня 1952
- 8-й з'їзд — 11—13 лютого 1954
- 9-й з'їзд — 17—19 січня 1956
- 10-й з'їзд — 28—30 січня 1958
- 11-й з'їзд — 8—9 січня 1959
- 12-й з'їзд — 16—17 лютого 1960
- 13-й з'їзд — 27—29 вересня 1961
- 14-й з'їзд — 7—8 січня 1964
- 15-й з'їзд — 1—3 березня 1966
- 16-й з'їзд — 17—19 лютого 1971
- 17-й з'їзд — 28—30 січня 1976
- 18-й з'їзд — 28—30 січня 1981
- 19-й з'їзд — 31 січня — 1 лютого 1986
- 20-й з'їзд — 23—25 березня 1990[15]

## Компартія Естонії після 1990 року

### Розкол на прибічників і противників незалежності
У березні 1990 року Комуністична партія пережила розкол. Більшість компартії на чолі з Вайно Вяльясом, що виступали за суверенітет Естонії, заявила про вихід КПЕ зі складу КПРС. З червня 1990 року має назву Комуністична партія (самостійна) Естонії. У такій якості вона провела 21-й (26 січня 1991) та 22-й (28 листопада 1992) свої з'їзди. На 22-му з'їзді КП(с)Е узяла назву Демократична партія праці Естонії.
Прорадянська частина компартії продовжувала діяти під назвою Комуністична партія Естонії (на платформі КПРС). 26 березня 1990 року третина делегатів 20-го з'їзду КПЕ, незгодних з оголошенням самостійності партії, заявили про продовження роботи з'їзду й обрали секретарями ЦК Олександра Гусєва і Павла Панфілова. У червні 1990 року взяла назву Комуністична партія Естонії (КПРС) (Eestimaa Kommunistlik Partei (NLKP)). На 21-му з'їзді КПЕ (КПРС), що відбувався 15 грудня 1990 року, першим секретарем ЦК був обраний Лембіт Аннус. Партія виступала проти виходу Естонії зі складу СРСР, у серпні 1991 року була заборонена владою Естонії за підтримку ДКНС. Тим не менше, партія продовжувала діяти та брала участь у спробі відновлення Комуністичної партії Радянського Союзу. 1993 партія приєдналась до СКП-КПРС, а після розколу СКП—КПРС 2001 року — до КПРС Олега Шеніна. 22-й з'їзд КПЕ (КПРС) відбувся 3 жовтня 1998 року.

### Керівники Комуністичної партії (самостійної) Естонії
Голова КП(с)Е
- 1990–1992 Вайно Вяльяс (Vaino Väljas)[23]

Перший секретар ЦК КП(с)Е
- 1990–1992 Сілларі Енн-Арно Аугустович (Enn-Arno Sillari)[25]

Другий секретарі ЦК КП(с)Е
- 1991–1991 Роотс Гаррі Освальдович

Секретарі ЦК КП(с)Е 
- 1991–1991 Міхеєва Ніна Миколаївна
- 1991–1991 Ракитський Юрій Георгійович
- 1991–1991 Сообік Яак Ельмарович

### Керівники Комуністичної партії Естонії (КПРС)
Секретарі ЦК КПЕ (на платформі КПРС) і ЦК КПЕ (КПРС)
- 1990 Олександр Гусєв і Павло Панфілов[24]

Перший секретар ЦК КПЕ (КПРС)
- 1990–1991 Аннус Лембіт Ельмарович (Lembit Annus)[24]
- До 2011 року Юрій Мішин[26][27][28]

Другий секретар ЦК КПЕ (КПРС)
- 1990–1991 Мальковський Володимир Сергійович

Секретар ЦК КПЕ (КПРС)
- 1991–1991 Гусєв Олександр Олександрович
- 1991–1991 Панфілов Павло Миколайович
- 1991–1991 Захаров Микола Олександрович
- 1991–1991 Тітма Мікк Гаррійович